# Elfriede Datzig
Elfriede Datzig, née le 26 juillet 1922 à Vienne morte le 27 janvier 1946 à Ramsau bei Berchtesgaden en Bavière, est une actrice de cinéma autrichienne.

## Biographie
Elfriede Datzig tourne dans son premier film à Vienne à l'âge de quinze ans, où elle interprète une étudiante dans Finale de Géza von Bolváry. Elle est remarquée par sa fraîcheur juvénile et son tempérament direct. Elle est alors un modèle de la jeunesse féminine de l'époque et tourne dans six films avec Hans Moser (qui joue son père).
Elle rencontre son plus grand succès avec Meine Tochter lebt in Wien (Ma Fille habite à Vienne) (1940), Reisebekanntschaft (1943), Schwarz auf Weiß (1943), Sieben Briefe (1943/44).
Elfriede Datzig épouse le 24 décembre 1943 l'acteur Albert Hehn, de qui elle eut un fils Christoph-Michael en 1944. Elle meurt à l'âge de 23 ans d'une réaction allergique à la pénicilline. Elle est enterrée à Horn en Autriche où vivaient ses parents.